# Kál
Kál là một làng thuộc hạt Heves, Hungary. Làng này có diện tích 34,81 km², dân số năm 2010 là 3619 người, mật độ 104 người/km².